# Ojo de Agua, Santo Tomás
Ojo de Agua är en ort i kommunen Santo Tomás i delstaten Mexiko i Mexiko. Samhället hade 258 invånare vid folkräkningen 2020.